# Alan Butts
Alan Butts (ur. 11 kwietnia 1940 w Birmingham) – brytyjski zapaśnik walczący w stylu wolnym. Olimpijczyk z Rzymu 1960, gdzie zajął siedemnaste miejsce w kategorii 79 kg. Mistrz kraju w 1960 (85 kg).
- Turniej w Rzymie 1960

Przegrał z Madho Singhiem z Indii i Viljo Punkari z Finlandii.